# Running Back (single de Eddie Money)
Running Back é uma canção do cantor estadunidense de rock Eddie Money, do seu álbum Playing for Keeps, de 1980. Lançada como um single, conseguiu a 78.ª posição no Billboard Hot 100.